# Siliconera
Siliconera est un site web américain fondé en 2003 traitant de l'actualité internationale des jeux vidéo. En 2019, Siliconera est racheté par Enthusiast Gaming.